# Niebylec (Subkarpaten)
Niebylec is een dorp in het Poolse woiwodschap Subkarpaten, in het district Strzyżowski. De plaats maakt deel uit van de gemeente Niebylec en telt 594 inwoners.